# Fredy Fässler
Alfred «Fredy» Fässler (* 17. Januar 1959 in St. Gallen; heimatberechtigt in Appenzell) ist ein Schweizer Politiker (SP). Er stand dem Sicherheits- und Justizdepartement des Kantons St. Gallen vor und war von 2012 bis 2024 Mitglied der St. Galler Regierung. Im Amtsjahr 2022/23 war er Regierungspräsident.

## Biografie
Fässler studierte Rechtswissenschaft und schloss 1986 an der Universität Zürich mit dem Lizenziat ab. 1987 erlangte er das Anwaltspatent, bis zu seiner Wahl in den St. Galler Regierungsrat war er als selbstständiger Anwalt/Mediator tätig.
1992 wurde Fässler in den St. Galler Kantonsrat gewählt, dem er bis 2012 angehörte. Von 1997 bis 2008 war er Präsident der sozialdemokratischen Fraktion. Für die Regierungsratswahlen 2012 wurde Fässler von seiner Partei als Kandidat für die Nachfolge von Kathrin Hilber nominiert. Er wurde im zweiten Wahlgang am 29. April 2012 in den St. Galler Regierungsrat gewählt. Er steht dem Sicherheits- und Justizdepartement vor. Im Amtsjahr 2022/2023 ist er Regierungspräsident, zuvor bereits 2017/2018. 
Er ist seit 2020 in Nachfolge von Regierungsrat Urs Hofmann (AG) Präsident der Konferenz der Kantonalen Justiz- und Polizeidirektorinnen und -direktoren KKJPD, seit 2013 ist er als deren Vertreter Mitglied in der Eidgenössischen Kommission gegen Rassismus.
Nach mehreren gesundheitlichen Vorfällen hat er sein Amt im November 2023 definitiv niedergelegt.
Fässler ist verheiratet, hat zwei Kinder und wohnt in St. Gallen.